# Fouquenies
Fouquenies – miejscowość i gmina we Francji, w regionie Hauts-de-France, w departamencie Oise.
Według danych na rok 1990 gminę zamieszkiwały 434 osoby, a gęstość zaludnienia wynosiła 68 osób/km² (wśród 2293 gmin Pikardii Fouquenies plasuje się na 584. miejscu pod względem liczby ludności, natomiast pod względem powierzchni na miejscu 746.).